# Guilherme I de Genebra
Guilherme I de Genebra (c. 1132 - 1195) é filho de Amadeu I de Genebra e da sua primeira mulher Matilde de Cuiseaux. Conde de Genebra entre 1178 e à data da sua morte, casou-se duas vezes.
Casa-se em primeiras núpcias com Inês de Saboia (1125 - †1172) - filha de Amadeu III de Saboia e  do segundo casamento deste com Matilde de Albon - de quem teve Humberto I de Genebra, futuro conde de Genebra.
De um segundo casamento em 1178 com Margarida Beatrix de Faucigny (1131/37 - †1196) - filha de Aimão I de Faucigny e de Clemência de Briançon - tiveram  :
- Aimão (1174 - †1191/95)
- Margarida de Genebra (†1257) que virá a casar-se com Tomás I de Saboia
- Amadeu (†1220) cónego de Lausana
- Guilherme II de Genebra, futuro conde de Genebra.
- Ágata

Guilherme restabelece o direito dos bispos em Genebra
| Antecessor          | Guilherme I de Genebra (1132- †1195) | Sucessor              |
| ------------------- | ------------------------------------ | --------------------- |
| Amadeu I de Genebra | Conde de Genebra 1178 - 1195         | Humberto I de Genebra |